# Iteya
Iteya ou Eteya est une ville du centre de l'Éthiopie située dans la zone Arsi de la région Oromia. Elle est le centre administratif du woreda Hitosa.
Iteya peut également s'appeler Itiya et semble plus connue sous le nom d'Eteya,.
Située sur la route Adama-Assella vers 2 200 m d'altitude, elle est au départ de la route vers Robe  qui dessert le sud-est de la zone Arsi et se prolonge jusqu'à Gasera dans la zone Bale.
Elle compte 14 985 habitants au recensement national de 2007.